# امان گل‌تپه
امان گل تپه ، روستایی است از توابع بخش مرکزی شهرستان گنبد کاووس در استان گلستان ایران.

## جمعیت
این روستا در دهستان آق‌آباد قرار داشته و براساس سرشماری سال ۱۳۸۵جمعیت آن ۵۵۰نفر (۸۶خانوار) بوده‌است.